# Erik Lindberg (ishockeyspelare)
Erik Lindberg, född 19 maj 1984 i Piteå, är en svensk före detta professionell ishockeyspelare.